# Климовское (Рыбинский район)
В Ярославской области есть ещё 4 деревни с таким названием: в Некрасовском, две в Пошехонском и Ярославском районах.
Кли́мовское — деревня в Михайловском сельском округе Волжского сельского поселения Рыбинского района Ярославской области .
Деревня расположена к юго-западу от железной дороги Рыбинск—Ярославль, к юго-востоку от неё стоит деревня Торопово и одноимённая станция, дорога к Торопово проходит через деревню Карповское. Климовское стоит вдоль правого берега небольшого (около 1,5 км) ручья, правого притока реки Иоды, на картах не названного. Ручей этот впадает в Иоду в 500 м ниже деревни Борисовское. Просёлочная дорога от Климовского по правому берегу Иоды идёт на Солыгаево, территория в этом направлении плотно застроена садоводческими товариществами .
Деревня Климовская указана на плане Генерального межевания Рыбинского уезда 1792 года.
На 1 января 2007 года в деревне числилось 2 постоянных жителя . Почтовое отделение, находящееся в селе Михайловское, обслуживает Климовское, но количество обслуживаемых домов на сайте не названо .